# Брянчанинов, Николай Семёнович
Николай Семёнович Брянчанинов (17 сентября 1844, Покровское — после 1916 или 1921) — рязанский губернатор в 1893—1904 годах, племянник Игнатия Брянчанинова.

## Биография
Родился в семье Семёна Александровича Брянчанинова (младшего брата святителя) и его жены, урождённой Сомовой, в принадлежавшем им селе Покровское Грязовецкого уезда Вологодской губернии). Имел старшего брата Александра (который стал впоследствии губернатором Самарской губернии). После окончания гимназии в Вологде в 1861 году был без экзаменов принят на юридический факультет Санкт-Петербургского университета, откуда был вынужден уйти, когда факультет закрыли на два года из-за студенческих беспорядков. После смерти отца уехал в имение заниматься имущественнымм вопросами и заодно продолжил самообразование.
23 января 1867 года Николай поступил на военную службу — юнкером в Кавалергардский полк, 8 февраля 1868 был произведен в корнеты. В 1871 году в чине поручика стал членом полкового суда, в 1873-м в чине штабс-ротмистра прикомандирован к Главному штабу. Достаточно быстро сделал карьеру, став в 1874 году чиновником по особым поручениям VIII класса при начальнике Главного штаба, а 1876-м был произведен в ротмистры и зачислен по гвардейской кавалерии с отчислением от Кавалергардского полка. Временно заведовал распорядительной частью Главного штаба, в 1874—1876 годах состоял при депутациях прусских офицеров, приглашавшихся на Красносельские маневры.
Два раза командировался в провинцию во время секретной мобилизации до начала войны с турками: 1876 году в Тамбов и
Ростов-на-Дону для наблюдения за отправкой железнодорожным транспортом закупленных в Тамбовской и Воронежской губерниях для укомплектования артиллерии Кавказского военного округа 3100 лошадей и за отправкой Донских батарей, а весной 1877-го для наблюдения за сплавом запасных нижних чинов из Пермской и Уфимской губерний по рекам Каме и Белой. Во время русско-турецкой войны 1877—1878 годов в августе 1877 был направлен в распоряжение начальника военных сообщений и командующего войсками, находившимися в тылу действующей армии. Выполнял различные поручения, в том числе состоял делегатом от русских войск при разборе жалоб, поданных румынскими подданными на ущерб, понесенный в результате прохождения русской армии. Был председателем Эвакуационной комиссии во Фрэтешти и заведовал эвакуацией раенных и больных, находившихся в пределах Румынии и направленных в Зимницу. За эту деятельность 28 марта 1878 удостоился благодарности императрицы Марии Александровны и сердечной признательности командующего тыловыми войсками генерал-адъютанта А. Р. Дрентельна в приказе от 25 декабря 1877, а 27 июня 1878 был произведен в полковники за отличие по службе.
По возвращении с войны Брянчанинову на правах начальника отделения было поручено ведение делопроизводства по юнкерским училищам, кооме того он несколько раз проводил ревизии различных отделений Главного штаба. В 1881 и 1882 годах командировывался для надзора за призывом новобранцев в Сувалкскую губернию и Кронштадт. В 1882 году был причислен к министерству внутренних дел, а 19 июня 1885 уволен с военной службы с производством в чин генерал-майора и мундиром.
В том же 1885 году направлен в распоряжение Санкт-Петербургского губернатора, затем поселился в своем имении в Псковской губернии, где посвятил себя общественной службе по выборам. В 1886—1889 годах был Великолукским уездным предводителем дворянства. С 1 января 1890 по 16 февраля 1893 — вице-губернатор Псковской губернии.
16 февраля 1893 года назначен губернатором Рязанской губернии. Проявил себя эффективным администратором — организовал государственную торговлю леса, для чего была построена железная дорога на Спас-Клепики. Николай Семёнович приобретал активное участие в благоустройстве города. При нём были устроены тротуары и фонарное освещение улиц.
Действительный статский советник (21.06.1887), шталмейстер (14.05.1896).
11 августа 1904 году назначен сенатором во 2-й департамент, 1 января 1905 был переведен в 1-й департамент, а 1 января 1913 стал действительным тайным советником.
По состоянию на 1 сентября 1914 был членом Совета по делам местного хозяйства МВД, почетным мировым судьей Великолуцкого и Островского уездов, почетным попечителем Великолуцкого, Зарайского и Островского реальных училищ, попечителем Псковского среднего сельскохозяйственного училища, председателем Попечительной комиссии и Наблюдательного комитета означенного училища, пожизненным почетным членом Попечительного общества о нищенствующих и бесприютных девочках в городе Рязани и рязанского округа Императорского Российского общества спасания на водах, пожизненным действительным членом Императорского Православного Палестинского общества, действительным членом Православного Миссионерского общества, почетным членом Псковского и Рязанского местных управлений и Великолуцкого местного комитета Общества Красного Креста, Псковского и Рязанского епархиальных училищных советов, Великолуцкого Общества сестер милосердия Красного Креста, вспомогательного Общества приказчиков города Рязани, Комитета Рязанской Екатерининской общины сестер милосердия, Рязанской Ученой Архивной комиссии, Рязанского Общества устройства развлечений, Общества для пособия бедным в городе Зарайске, Братств: Святого Василия, епископа Рязанского и Егорьевского, Святого великомученика Победоносца Георгия, Общества трезвости при Троицкой церкви села Дединова, Зарайского уезда, попечителем при Покровской церкви Рязанского епархиального женского училища, почетным и действительным членом Благотворительного общества города Рязани, членом Совещательного собрания Рязанского отдела Императорского Православного Палестинского общества, почетным блюстителем Михайловских 2-х классов министерского училища, почетным гражданином городов: Рязани, Зарайска, Скопина, Ряжска, Касимова, Михайлова, Холма, Великих Лук, Порхова и Острова.
В конце XIX века Николай построил на родовых землях в Великолукском уезде Псковской губернии усадьбу Старые Липы, которая считалась одной из самых больших в губернии.

## Награды
- Орден Святой Анны 3-й ст. (1876)
- Орден Святого Владимира 4-й ст. (1882)
- Орден Святого Владимира 3-й ст. (1889)
- Орден Святого Станислава 1-й ст. (1892)
- Орден Святой Анны 1-й ст. (1896)
- Орден Святого Владимира 2-й ст. (1899)
- Орден Белого орла (1905)
- Орден Святого Александра Невского (1.01.1910)

Медали и знаки:
- Темнобронзовая медаль «В память русско-турецкой войны 1877—1878»
- Серебряная медаль в память царствования императора Александра III (1896)
- Медаль «В память коронации Императора Николая II» (1896)
- Медаль «За труды по первой всеобщей переписи населения» (1897)
- Медаль Красного Креста «В память русско-японской войны» (1906)
- три знака отличия Красного Креста
- Высочайшая благодарность (1902, 1904, 1910, 1912)
- Высочайший рескрипт императрицы Марии Федоровны (1905)
- Знак «В память 200-летия Правительствующего Сената» (1911)
- Медаль «В память 100-летия Ведомства учиеждений Императрицы Марии»
- Медаль «В память 300-летия царствования дома Романовых» (1913)
- Знак Императорского Человеколюбивого общества
- Знак Императорского Общества спасания на водах
- Знак за XL лет беспорочной службы (22.08.1913)
- Знак в память 50-летия земских учреждений (1914)

Иностранные:
- Орден Прусской короны 3-й ст. (1874)
- Орден Красного орла 3-й ст. (1876)

## Семья
Жена (1873): Наталья Владимировна Алексеева (1849—3.01.1880), дочь титулярного советника Владимира Григорьевича Алексеева и Марии Ивановны Трофимовой
Дети:
- Александр (6.06.1874—1960). В 1895—1897 служил в гвардии, затем занимался искусствами и публицистикой, в 1912—1914 был издателем Церковно-общественного вестника. Эмигрировал в конце 1917 года. Жена: княжна Мария Константиновна Горчакова (3.07.1871—25.05.1924), дочь светлейшего князя Константина Александровича Горчакова и Марии Михайловны Стурдзы
- Владимир (15.10.1875—11.08.1963), радомский губернатор. Жена (1902): Софья Алексеевна Татищева (30.04.1882—19.09.1966), дочь Алексея Никитича Татищева и Екатерины Борисовны Мещерской
- Мария (10.10.1879—1958). Муж (15.04.1909): граф Пётр Петрович Шиловский (1871—1957)